# Cuauhtémoc de Tierra Blanca
Cuauhtémoc de Tierra Blanca är en ort i Mexiko.   Den ligger i kommunen Jesús Carranza och delstaten Veracruz, i den sydöstra delen av landet, 500 km sydost om huvudstaden Mexico City. Cuauhtémoc de Tierra Blanca ligger 38 meter över havet och antalet invånare är 235.
Terrängen runt Cuauhtémoc de Tierra Blanca är huvudsakligen platt. Cuauhtémoc de Tierra Blanca ligger nere i en dal. Runt Cuauhtémoc de Tierra Blanca är det ganska glesbefolkat, med 29 invånare per kvadratkilometer. Närmaste större samhälle är Plan de Arroyo, 13,6 km sydost om Cuauhtémoc de Tierra Blanca. I omgivningarna runt Cuauhtémoc de Tierra Blanca växer i huvudsak städsegrön lövskog.